# Blindsee
Blindsee är en sjö i Österrike.   Den ligger i förbundslandet Tyrolen, i den västra delen av landet, 400 kilometer väster om huvudstaden Wien. Blindsee ligger 1 093 meter över havet.